# Val della Torre
Val della Torre là một đô thị ở tỉnh Torino trong vùng Piedmont, có vị trí cách khoảng 25 km về phía tây bắc của Torino, nước Ý. Tại thời điểm ngày 31 tháng 12 năm 2004, đô thị này có dân số 3.659 người và diện tích là 36,7 km².
Val della Torre giáp các đô thị: Viù, Varisella, Rubiana, Givoletto, San Gillio, Almese, Caselette, và Alpignano.